# Balastiera
Balastiera # 186 este un film românesc din 2007 regizat de Adina Pintilie, George Chiper. Rolurile principale au fost interpretate de actorii Richard Bovnoczki, Gabriel Spahiu.

## Distribuție
Distribuția filmului este alcătuită din:
- Gabriel Spahiu
- Richard Bovnoczki